# Legio XV Primigenia

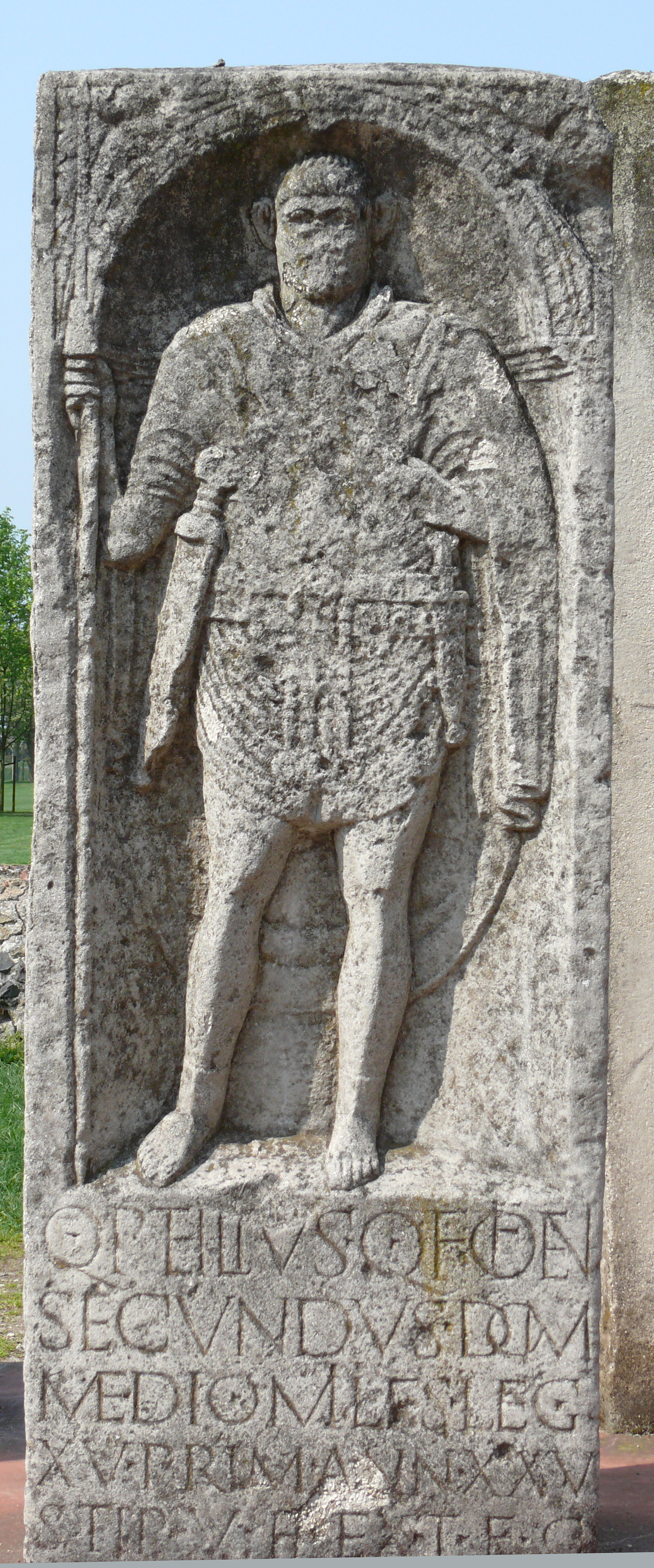
Grafsteen in Xanten, waar het legioen vanaf 13 n.Chr. gelegerd was. De inscriptie luidt vertaald: "Quintus Petilius Secundus, zoon van Quintus, van de stam der Oufentina van Milaan, soldaat van het 15de legioen Primigenia 25 jaar oud met 5 dienstjaren. De erfgenaam heeft op grond van het testament deze grafsteen laten oprichten." Petilus draagt een tuniek en een schoudermantel, hij heft een zwaard een werplans en een dolk.

Legio XV Primigenia was een Romeins legioen, dat in 39 werd opgericht door keizer Caligula. De bijnaam Primigenia is afgeleid van een der namen van de godin Fortuna; primigenia betekent de eerstgeborene.
Het 15e legioen Primigenia werd samen met het 22e legioen Primigenia door Caligula opgericht voor een nieuwe campagne in Germania in de herfst van 39, die overigens weinig succesvol was. 

## Geschiedenis
Na de campagne in Germania werd het 15e legioen met het 14e legioen Gemina gestationeerd in Mogontiacum (Mainz). De Romeinse invasie van Britannia in 43 n.Chr. door keizer Claudius zorgde voor veel verschuivingen van legioenen. Het 15e legioen werd overgeplaatst van Mogontiacum naar Castra Vetera (Xanten), waar zich ook het 5e legioen Alaudae bevond. In 47 vocht het legioen onder bevelhebber Corbulo tegen de Friezen, die voor korte tijd onderworpen werden. Rond deze tijd werkte het legioen ook mee aan de bouw van het kanaal van Corbulo.
In het Vierkeizerjaar, ook wel Driekeizerjaar genoemd, brak een burgeroorlog uit om de troon van het Romeinse Rijk. Het 15e legioen steunde net als de andere Rijnlegioenen Vitellius, de gouverneur van Neder-Germanië (Germania Inferior). Vitellius trok met onder andere een groot deel van het 5e en 15e legioen op naar Rome. Toen Vespasianus de strijd in zijn voordeel had beslecht en keizer werd, keerden het 5e en 15e legioen terug naar Neder-Germanië, waar intussen de Bataafse Opstand was uitgebroken. 
In september 69 werd Castra Vetera door de troepen van Julius Civilis belegerd. In maart 70 was Munius Lupercus, de commandant van de legioenen in Vetera, gedwongen zich over te geven. Ondanks Civilis' belofte van een vrije aftocht werden de ongeveer 5000 soldaten van het 5e en 15e legioen door de Bataven uitgemoord. De twee legioenen werden niet meer opnieuw opgericht.